# Chaetodus venezolanus
Chaetodus venezolanus là một loài bọ cánh cứng trong họ Hybosoridae. Loài này được Martínez miêu tả khoa học năm 1994.